# Pseudarchaster oligoporus
Pseudarchaster oligoporus är en sjöstjärneart som beskrevs av Fisher 1913. Pseudarchaster oligoporus ingår i släktet Pseudarchaster och familjen Pseudarchasteridae. Inga underarter finns listade i Catalogue of Life.